# Kontrowersje wokół XVII Karmapy
Założyciel linii Karma Kagyu – Dysum Czienpa, pierwszy Karmapa – przed odejściem pozostawił list ze wskazówkami o swojej przyszłej inkarnacji najbliższemu uczniowi dając początek linii Karmapów, najstarszej tradycji tulku w buddyzmie tybetańskim. Taką jest też przykładowo najbardziej znana na Zachodzie linia Dalajlamów. Tulku (Trul – manifestacja i ku wymiar) oznacza ciało Buddy (Nirmanakaję), urzeczywistnioną istotę lub tytuł nadawany istotom które manifestują się przez wiele kolejnych inkarnacji by kontynuować i doprowadzić do spełnienia działania poprzednika.
Linia Karmapów jest szczególnie ważna dla uczniów linii Karma Kagyu, jednej z czterech głównych szkół buddyzmu tybetańskiego.

## Kandydaci
Po śmierci XVI Karmapy Rangdziung Rigpe Dordże (1924–1981), w latach 90. odnaleziono dwóch kandydatów na XVII Karmapę:

### Trinlej Taje Dordże
Trinlej Taje Dordże jest synem III Miphama Rinpocze, lamy ze szkoły Ningma i został rozpoznany przez Szamarpę, drugiego w hierarchii lamę w linii Karma Kagyu. Po ucieczce z Tybetu w marcu 1994 roku zamieszkał w północnych Indiach w Kalimpongu, w tym samym roku został intronizowany w Karmapa International Buddhist Institute w New Delhi. Pod jego duchowym przewodnictwem działa na całym świecie ponad 850 ośrodków i klasztorów prowadzonych przez Szamarpę, Dzigme Rinpocze, Szangpa Rinpocze, Trungrama Gjaltrula Rinpocze, w tym prawie 600 świeckich ośrodków założonych na całym świecie, w imieniu 16 Karmapy przez Lamę Ole Nydahla. Taje Dordże odwiedzał wielokrotnie Europę (ostatnio latem 2019 roku) i USA, podróżuje także po krajach południowo-wschodniej Azji. Jako Karmapę uznali go również Drikung Kjabgon Czetsang Rinpocze – zwierzchnik szkoły Drikung Kagyu, Czogje Triczen Rinpocze – zwierzchnik tradycji Tsar szkoły Sakja, oraz Ludhing Khenczen Rinpocze – zwierzchnik tradycji Ngor szkoły Sakja.

### Ogjen Trinle Dordże
Ogjen Trinle Dordże (Urdzien Trinlej Dordże) – odnaleziony przez Situ Rinpocze. Rozpoznany następnie przez J.Ś. Dalajlamę (przywódca szkoły Gelug) oraz przez rząd Chińskiej Republiki Ludowej i koronowany w Tsurphu w Tybetańskim Regionie Autonomicznym. Jako Karmapę uznali go również J.Św. Sakja Trizin – zwierzchnik szkoły Sakja oraz J.Św. Mindroling Trichen Rinpocze – zwierzchnik szkoły Ningma. Po ucieczce z Tybetu w roku 2000 osiadł w Dharamsali w Indiach, gdzie mieszka w klasztorze Gyuto należącym do szkoły Gelug. W maju 2008 roku odbył pierwszą zagraniczną podróż do USA. Popiera go wielu lamów szkoły Kagyu (m.in. Gyaltsab Rinpocze, Tenga Rinpocze, Thrangu Rinpocze).
Jeden z ważnych lamów szkoły Kagyu – Beru Czientse Rinpocze – formalnie nie opowiada się po żadnej ze stron i postrzega obu kandydatów jako Karmapów. Mimo tego jest on zapraszany jedynie przez ośrodki wspierające Taje Dordże. Podobne stanowisko prezentował Tulku Urdzien Rinpocze.
Inaczej Khandro Rinpocze, która, mimo że formalnie popiera Ogjena Trinleja Dordże, to jednak dystansuje się od polityki i jest zapraszana także przez ośrodki wspierające Taje Dordże.

## Ostatnie wydarzenia
Kontrola nad klasztorem Rumtek w Sikkimie, który był główną siedzibą XVI Karmapy na uchodźstwie była przedmiotem wieloletniego procesu sądowego. W roku 1961 XVI Karmapa powołał Karmapa Charitable Trust (KCT) – organizację powierniczą odpowiedzialną za sprawy administracyjne Rumteku (odpowiednik tradycyjnej tybetańskiej instytucji labrang). Kilkanaście lat po śmierci XVI Karmapy zwolennicy Ogjen Trinleja Dordże założyli organizację o nazwie Tsurphu Labrang twierdząc, że KCT nie ma żadnych praw do administrowania Rumtekiem. W 2002 roku sąd okręgowy w Gangtoku potwierdził status Karmapa Charitable Trust jako prawnego administratora klasztoru. Pozwani (Tsurphu Labrang) odwołali się od tej decyzji do sikkimskiego sądu wyższej instancji, który potwierdził decyzję sądu okręgowego. W takich okolicznościach pozwani złożyli apelację w Sądzie Najwyższym Indii w Nowym Delhi, który 5 lipca 2004 roku potwierdził słuszność decyzji obu sądów niższych instancji. W świetle indyjskiego prawa jedynym legalnym zarządcą klasztoru Rumtek i zgromadzonego tam majątku jest Karmapa Charitable Trust. Umożliwia to organizacji Karmapa Charitable Trust sprawować kontrolę nad Rumtekiem i na mocy prawa osadzić tam XVII Karmapę Taje Dordże.
Według oficjalnej strony Szamarpy oraz Ogjen Trinleja Dordże, obaj Rinpocze spotkali się 9 stycznia 2007 roku w Oberoi International Hotel w Nowym Delhi. Ogjen Trinlej Dordże wyraził swoje pragnienie zobaczenia się z Szamarpą i poprosił Cziekji Njimę Rinpocze o zaaranżowanie prywatnego spotkania. Szamarpa odrzucił pierwsze zaproszenie w 2005 r., które otrzymał telefonicznie od Drikunga Chetsanga Rinpocze, ponieważ przyjęcie go „w tamtym czasie zaprosiłoby nieuzasadnione podejrzenia ze strony rządu Indii”. Według Dawa Tsering, rzecznika administracji Szamara Rinpocze, „Ogjen Trinlej Dordże był przekonany, że to spotkanie przyniesie pokój w szkole Kagyu w ogóle, a tym samym pomoże w rozkwicie Dharmy Buddy. Spotkanie to stworzyło podstawy do ponownego zjednoczenia wszystkich w Sandze Dharmy. Dlatego taka inicjatywa powinna być doceniona przez wszystkich”.
Zgodnie z wiadomością Międzynarodowej Organizacji Buddyjskiej Kagyu opublikowanym na stronie www.karmapa-issue.org: „Aby podkreślić jego gotowość do wsparcia, Szamar Rinpocze udzielił nawet niezbędnej pomocy Ogjenowi Trinlej Dordże w celu uzyskania zgody rządu indyjskiego na jego ostatnią wizytę w USA, ale jednocześnie utrzymując stanowisko, że Trinlej Taje Dordże jest tradycyjnym Karmapą”.
W 2008 roku pojawiły się w prasie liczne spekulacje, że Ogjen Trinlej Dordże może zostać następcą Dalajlamy jako przedstawiciel buddyzmu tybetańskiego (ale nie jako Dalajlama).
Dalajlama i Szamar Rinpocze spotkali się 13 sierpnia 2010 r. w rezydencji Dalajlamy, aby omówić sposoby zakończenia kontrowersji. Szamarpa napisał: „Chociaż ta kwestia nie jest łatwa do rozwiązania, ponieważ wiąże się ona również z polityką Chin i Indii, dzięki błogosławieństwu i wsparciu Jego Świątobliwości Dalajlamy jestem pewien, że nastąpi polubowne rozwiązanie, które będzie korzystne dla linii Karma Kagyu, a także ogólnie dla buddyzmu tybetańskiego”.
Szamar Rinpocze zmarł 11 czerwca 2014 roku w Niemczech.
W marcu 2018 r. Ogjen Trinlej Dordże opublikował video na swoim oficjalnym kanale YouTube, przetłumaczone przez oficjalnego tłumacza Davida Karmę Choephel. Na filmie zapowiada tymczasową przerwę w swojej aktywności, wyjawia swoje osobiste wątpliwości, odnośnie do tego czy jest tak dobrze wyszkolony jak poprzedni Karmapowie i prosi społeczność o załagodzenie podziału w linii Karma Kagyu.
W październiku 2018 obydwaj kandydaci do tytułu Karmapy, Ogjen Trinlej Dordże i Trinlej Taje Dordże, spotkali się po raz pierwszy we Francji i wystosowali wspólny list, w którym wyrażają pragnienie załagodzenia podziału w szkole Karma Kagyu.
27 października 2019 roku w rocznicę urodzin 14 Szamarpy, kandydaci opublikowali wspólne życzenia długiego życia dla kolejnej inkarnacji Szamara Rinpocze.